# 中国河湖大典
《中国河湖大典》是一部描述中国河流湖泊体系，重要河流湖泊自然、人文状况的大型系列典籍，由中华人民共和国水利部及其派出的流域管理机构组织编纂，并由中国水利水电出版社出版。《大典》编纂工作启动于2004年6月，首卷《长江卷》于2010年2月正式出版。该丛书主编为水利部原副部长敬正书，常务副主编兼专家组组长为郑连第（中国水利学会原秘书长）。

## 分卷出版日期
- 《中国河湖大典·长江卷》（上下册）：2010年2月；
- 《中国河湖大典·淮河卷》：2010年9月；
- 《中国河湖大典·珠江卷》：2013年1月；
- 《中国河湖大典·海河卷》：2013年1月；
- 《中国河湖大典·黄河卷》：2014年4月；
- 《中国河湖大典·黑龙江、辽河卷》：2014年4月；
- 《中国河湖大典·西北诸河卷》：2014年8月；
- 《中国河湖大典·东南诸河、台湾卷》：2014年9月；
- 《中国河湖大典·西南诸河卷》：2014年11月；
- 《中国河湖大典·综合卷》：2014年12月。[2]